# جاين ليندزكولد
جاين م. ليندزكولد (بالإنجليزية: Jane M. Lindskold)‏ هي كاتبة قصص قصيرة وروايات وفنتازيا وخيال علمي.

## وصلات خارجية
- الموقع الرسمي
 (بالإنجليزية)
- "Jane Lindskold". كتب تور. مؤرشف من الأصل في 2014-08-29. (بالإنجليزية)
- Jane Lindskold  على قاعدة بيانات الخيال التأملي على الإنترنت (بالإنجليزية)